# Zhenjiang, Shaoguan
Zhenjiang är ett stadsdistrikt och säte för stadsfullmäktige i Shaoguans stad på prefekturnivå i provinsen Guangdong i sydöstra Kina. Det ligger omkring 190 kilometer norr om provinshuvudstaden Guangzhou. 
Zhenjiang är indelat i tre stadsdelsdistrikt, fem köpingar och två adminstrativa enheter på sockennivå.
Stadsdelsdistrikt (jiedao):

- Chezhan (车站街道)
- Donghe (东河街道)
- Fengcai (风采街道)

Köpingar (zhen):

- Huaping (花坪镇)
- Leyuan (乐园镇)
- Lishi (犁市镇)
- Shiliting (十里亭镇)
- Xinshao (新韶镇)

Administrativa enheter på sockennivå:
- Quren Banshichu (曲仁办事处)
- Tianluo Chong Banshichu (田螺冲办事处)